# Octavie Modert
Octavie Modert, née le 15 novembre 1966 à Grevenmacher, est une femme politique luxembourgeoise, vice-présidente du Parti populaire chrétien-social (CSV) de décembre 2013 à mars 2014.

## Biographie

### Études et formations
Après des études secondaires au Lycée classique d'Echternach, Octavie Modert poursuit des études de droit à l'université Robert Schuman de Strasbourg, qu'elle termine par une maîtrise de droit. Elle achève sa formation par un Master in European Studies de l'université de Reading (Royaume-Uni).

### Carrière professionnelle
En 1992, Octavie Modert est affectée à la présidence du gouvernement et au bureau du Premier ministre.
En 1998, elle est nommée secrétaire générale du Conseil de gouvernement, étant ainsi la première femme à occuper cette haute fonction. Parallèlement, elle assume la charge de cheffe de cabinet du Premier ministre Jean-Claude Juncker.

### Parcours politique

#### Politique locale
Octavie Modert fait son entrée au conseil communal de Stadtbredimus en novembre 2017. En revanche, elle ne parvient pas à devenir bourgmestre de la commune,.

#### Politique nationale
Élue pour la première fois à la Chambre des députés lors des élections législatives du 13 juin 2004, Octavie Modert est nommée secrétaire d'État aux Relations avec le Parlement, secrétaire d'État à l'Agriculture, à la Viticulture et au Développement rural, secrétaire d'État à la Culture, à l'Enseignement supérieur et à la Recherche en date du 31 juillet 2004.
Lors de la reconduction du gouvernement de coalition entre le Parti populaire chrétien-social (CSV) et le Parti ouvrier socialiste luxembourgeois (LSAP) issu des élections législatives du 7 juin 2009, Octavie Modert est nommée ministre de la Culture, ministre aux Relations avec le Parlement, ministre à la Simplification administrative auprès du Premier ministre, ministre déléguée à la Fonction publique et à la Réforme administrative en date du 23 juillet 2009,.
À la faveur d'un remaniement ministériel, Octavie Modert est nommée ministre de la Justice ainsi que ministre de la Fonction publique et de la Réforme administrative en date du 30 avril 2013. Elle garde les portefeuilles de la Culture et de la Simplification administrative. Le ressort Relations avec le Parlement est cédé à Marc Spautz.
Octavie Modert représente le gouvernement luxembourgeois au Conseil des ministres de l'Union européenne dans la formation « Justice et affaires intérieures », dans la formation « Éducation, jeunesse, culture et sport » pour la partie Culture ainsi qu'aux réunions ministérielles informelles sur l'administration en ligne (eGovernment).

#### Autres fonctions politiques
Octavie Modert occupe ou a occupé différents postes au sein des comités et plus hauts organes du CSV et de ses sous-organisations Jeunesse chrétienne-sociale (CSJ) et Femmes chrétiennes-sociales (CSF), tant au niveau national que régional, le premier étant notamment celui de présidente de la Jeunesse chrétienne-sociale Est,.

### Vie privée
Octavie Modert est mariée à Jean-Pierre Stronck et réside à Greiveldange.